# The Cracksman's Gratitude
The Cracksman's Gratitude er en amerikansk stumfilm fra 1914 af Anthony O'Sullivan.